# Eva Rösken

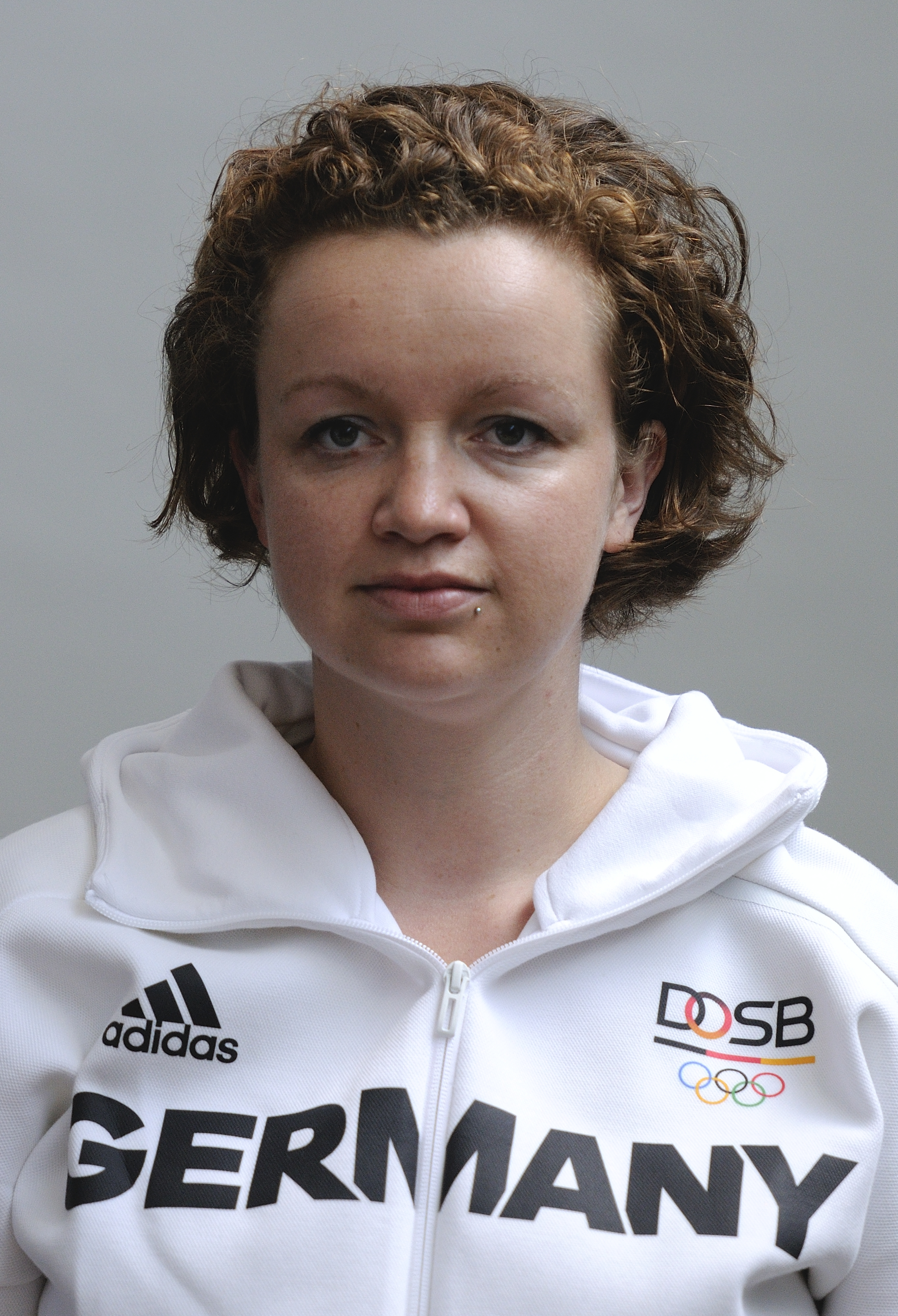
Eva Rösken bei der Olympia-Einkleidung 2016

Eva Maria Rösken (* 5. Juli 1984 in Eberbach) ist eine deutsche Sportschützin in der Disziplin Kleinkalibergewehr.
Eva Rösken, geb. Friedel, stammt aus Waldauerbach bei Mudau im badischen Odenwald. 1996 kam sie durch ihren Vater und ihren Onkel zum Sportschießen, wurde 1998 erstmals in die Nationalmannschaft aufgenommen, machte im Landesstützpunkt in Pforzheim schnell große Fortschritte und gewann im Jahr 2004 den Europameistertitel im Dreistellungskampf. 2010 belegte sie bei den Weltmeisterschaften in München den dritten Platz auf der 300-Meter-Distanz. 2011 war sie im Dreistellungskampf auf 50 Meter Zweite beim Weltcup in Fort Benning, 2014 siegte sie beim Weltcup in Maribor. Bei den Weltmeisterschaften 2014 in Granada gewann sie den Dreistellungskampf auf 300 Meter und belegte im 300-Meter-Liegend-Wettbewerb den zweiten Platz im Einzel und mit der Mannschaft. Sie gehörte auch zu der Mannschaft, die den Wettbewerb im 50-Meter-Dreistellungskampf gewann. Nach einer Babypause im Jahr 2015 qualifizierte sich Eva Rösken im Mai 2016 für die Teilnahme an den Olympischen Spielen 2016 in Rio de Janeiro. Dort belegte sie im 50-Meter-Dreistellungskampf den 14. Platz.
Im September 2019 konnte Rösken bei den ESC Europameisterschaften in Italien im 60-Schuss-Programm (in Tolmezzo) und im Kleinkaliber-Liegendkapf (in Bologna) zwei Silbermedaillen gewinnen.
Eva Rösken ist Sportsoldatin und führt den Rang eines Hauptfeldwebels. Sie ist verheiratet, hat einen Sohn, lebt in Kirchhofen und startet aktuell für die SSVg Brigachtal in der Luftgewehr-Bundesliga. Ihr Heimatverein ist der SV Schlossau.